# Heima
Heima (isländisch für „daheim“) ist ein Musik-Dokumentarfilm der isländischen Band Sigur Rós. Er feierte am 27. September 2007 auf dem Reykjavík International Film Festival Premiere und erschien Anfang November 2007 auf DVD.

## Inhalt
Der Dokumentarfilm zeigt die Band während ihrer Mini-Tournee von acht kostenlosen, unangekündigten Konzerten an verschiedenen Orten Islands, die Ende Juli bzw. Anfang August 2006 stattfanden. Der Film verbindet dabei Liveaufnahmen der Band mit Bildern der isländischen Natur und Bevölkerung. Zwischen den einzelnen Stücken wurden zum Teil Interviews mit den Bandmitgliedern und Gastmusikern sowie Archivaufnahmen eingebettet.
Die meisten Stücke werden im Film nur angespielt, sind jedoch vollständig auf einer zweiten DVD enthalten. Sechs der Stücke sind auch auf der Doppel-EP Hvarf-Heim erschienen.

### Konzerte
- Ólafsvík – Dorfhalle (24. Juli)
- Ísafjörður – Dorfhalle (26. Juli)
- Djúpavík – alte Heringfabrik (27. Juli)
- Háls, Öxnadalur – im Freien (28. Juli)
- Reykjavík – Klambratún Park (30. Juli)
- Seyðisfjörður – im Freien (2. August)
- Snæfellsskála – im Freien (3. August)
- Ásbyrgi – im Freien (4. August)

Das Konzert in Reykjavík wurde laut Polizeiangaben von ca. 30.000 Zuschauern besucht, was fast 10 % der Bevölkerung Islands entspräche.
Im Film wird außerdem eine Aufnahme einer kleinen Akustiksession in Borg vom 22. April 2007 verwendet.

## Rezeption
Der Film wurde von der Presse ausgesprochen positiv rezensiert. Beispielsweise spricht der Observer von einer der „besten 10 Konzertaufnahmen aller Zeiten“ und das Q-Magazin von einer „Neuerfindung des Rock-Films“.
Heima erhielt in Kanada Goldstatus für 5.000 verkaufte Einheiten.

## Titelliste

### DVD 1
1. Titles/Intro
2. Glósóli
3. Sé Lest
4. Ágætis Byrjun
5. Heysátan
6. Olsen Olsen
7. Von
8. Gítardjamm
9. Vaka
10. Á Ferð Til Breiðafjarðar Vorið 1922 (mit Steindór Andersen)
11. Starálfur
12. Hoppípolla
13. Popplagið
14. Samskeyti (und Credits)

### DVD 2
1. Glósóli – 9:15
2. Memories of Melodies
3. Heysátan – 5:05
4. Sé Lest – 11:26
5. Gítardjamm – 5:29
6. Olsen Olsen – 8:21
7. Popplagið – 15:44
8. Á Húsafelli
9. Surtshellir – 3:32
10. Church – 0:40
11. Museum
12. Ágætis Byrjun – 6:55
13. Þorrablót
14. Kvæðamannafélagið Iðunn
15. Á Ferð Til Breiðafjarðar Vorið 1922 (mit Steindór Andersen) – 6:00
16. Vaka (Snæfell) – 5:50
17. Dauðalagið – 13:08
18. Hoppípolla/Með Blóðnasir – 7:12
19. Starálfur – 5:39
20. Vaka (Álafoss) – 5:21
21. Heima – 3:30
22. Von – 8:27
23. Samskeyti – 5:19
24. Tour Diary
25. Credits